# Horst Faber (Politiker)
Horst Faber (* 29. April 1941 in Berlin) ist ein deutscher Politiker der CDU.
Nach dem Besuch der Realschule absolvierte Faber die Ausbildung zum Großhandelskaufmann ab, die er 1960 erfolgreich abschließen konnte. Bis 1963 war er als Kaufmannsgehilfe tätig, danach machte er sich als Einzelhandelskaufmann selbstständig und übernahm die Geschäftsführung zweier Firmen.
1989 wurde er zum Landesvorsitzenden der Mittelstands- und Wirtschaftsvereinigung der CDU gewählt, von 1995 an war er zudem stellvertretender Bundesvorsitzender der MIT. Zudem war er Vorsitzender des Landesverbandes des Groß- und Einzelhandels Berlin-Brandenburg, Vizepräsident des Bundesverbandes des Deutschen Lebensmittel-Einzelhandels und Mitglied der Vollversammlung und des Handelsausschusses der IHK Berlin.
Sein politisches Engagement begann Faber 1974 mit dem Eintritt in die CDU. Von 1996 bis 1998 war er stellvertretender Vorsitzender des Berliner Landesverbandes, danach wechselte er in den Landesvorstand. Von 1979 bis 1981 gehörte er der Bezirksverordnetenversammlung Reinickendorf an. 1990 wurde er erstmals in das Abgeordnetenhaus von Berlin gewählt, dem er bis 1995 angehörte. 1998 rückte er für die verstorbene Helga Delau nach, 2001 schied er endgültig aus dem Abgeordnetenhaus aus. Im Parlament vertrat er dabei den Bezirk Wedding. 2015 gehörte er dem Kreisvorstand der CDU Reinickendorf als Beisitzer an.